# سوزان کرو
سوزان کرو (انگلیسی: Suzanne Crough؛ ۶ مارس ۱۹۶۳ – ۲۷ آوریل ۲۰۱۵) یک هنرپیشه و صداپیشه اهل ایالات متحده آمریکا بود. وی بین سال‌های ۱۹۷۰ تا ۱۹۸۰ میلادی فعالیت می‌کرد.

## بخشی از فیلمشناسی
از فیلم‌ها یا برنامه‌های تلویزیونی که وی در آن نقش داشته‌است می‌توان به آثار زیر اشاره کرد.
- خانواده پارتریج (۱۹۷۰–۷۴)
- فرد فلینتستون و دوستان (۱۹۷۷–۷۸)
- خانواده پارتریج (۱۹۷۷)